# Tatra T-III
De Tatra T-III, ook wel de Tatra Typ 78, was een Tsjecho-Slowaakse middelzware tank waarvan twee prototypes zijn gebouwd door Tatra in 1936. Door de keuze van het leger voor de ST vz. 39 viel de T-III af.

## Voorgeschiedenis
Om de verouderde Renault FT tanks te vervangen gaf het Tsjecho-Slowaakse leger een mandaat uit voor de ontwikkeling van een nieuwe wiel-rupstank, een tank die zowel op wielen als rupsbanden kon rijden. Škoda ontwierp hiervoor de Š-III, maar deze tank was geen succes. Tatra, dat nog geen enkele ervaring met de bouw van tanks had, kreeg ook de opdracht om een tank te ontwikkelen op 18 november 1932. De deadline voor het project stond voor september 1933, maar vanwege het ingewikkelde ontwerp van het gecombineerde chassis en de moeizame ontwikkeling van de Tatra V-630 motor vroeg Tatra in november voor een jaar uitstel.
In december vond een militaire inspectie plaats. Het systeem waarmee gewisseld moest worden van wiel naar rupsband bleek echter te gecompliceerd en in juli 1934 werd besloten om dat te laten vallen en de tank enkel met rupsbanden uit te rusten. Afgezien van Škoda en Tatra, had ook Praga de opdracht gekregen om een tank te ontwikkelen, de P-III. Na de voorbereidingen was door Praga al besloten om de opdracht niet aan te nemen, zij zagen toen al in dat een wiel-rupssysteem te ingewikkeld en onnodig was.
Uiteindelijk konden de twee prototypes gebouwd worden in februari 1935. De fabrieksaanduiding voor deze tanks was Tatra Typ 78 of kortweg T-78, maar bij het leger kreeg de tank de aanduiding T-III. De productie ging echter minder goed dan verwacht, vanwege onervarenheid en onjuiste machines. Ook verliep de communicatie met Škoda, die de torens en bewapening moest leveren, zeer slecht. Dit was ook de reden dat uiteindelijk maar een van de twee tanks een toren had.
De T-III moest het opnemen tegen de ČKD V-8-H (ST vz. 39) en de Škoda Š-II-c (T-21). Het belangrijkste voordeel van de T-III was de bepantsering van de voorzijde van de romp en de toren die een dikte had van 32 mm. De gewalste stalen pantserplaten waren aan elkaar geklonken en in beperkte mate gelast.

## Ontwerp
Het ontwerp was gebaseerd op de LT vz. 35, maar wel licht gewijzigd en vergroot. Het grootste verschil was het gebruik van vier dubbele wielen, dus in totaal acht wielen per zijde. De aandrijving was echter aan de achterzijde en het spanwiel aan de voorzijde. De rupsband werd teruggeleid op vier ondersteuningsrollen en het gehele loopwerk werd deels beschermd door pantserplaten.
De motor was een Tatra stervormige 11-cilinder met een volume van 18030 cc met een kracht van 276. De bodemdruk was met 0,8 kg/cm2 relatief hoog. Het totale gewicht was 16,4 ton en zodoende was de kracht per ton ongeveer 17 op 1. Zodoende was de maximale snelheid ongeveer 35 km/h. De bewapening bestond uit een Škoda S-III 47 mm kanon en twee zware 7,92 mm ZB vz.37 machinegeweren. De bemanning bestond uit vier personen: een commandant, een bestuurder, een lader en een schutter.

## Inzet
In oktober 1936 waren beide prototypes gereed; maar slechts een van de twee had een toren. 22 februari 1937 begonnen de tests met de tanks, onder bevel van kapitein Charles Dvorak. Het prototype zonder toren, met registratienummer 16.640 (T-III/I), reed tot 25 maart 363 km; terwijl het prototype met toren met het registratienummer 16.641 (T-III/II)  in totaal 460 km reed tot 11 maart. Beide tanks hadden echter een lage betrouwbaarheid; vaak ondervonden ze technische problemen tijdens de tests. Eind april 1937 hadden de tanks respectievelijk 1030 en 1273 km gereden. Nadat het leger de resultaten had geanalyseerd werd het voertuig niet in gebruik genomen; zelfs na het invoeren van een groot aantal verbeteringen. De legerleiding had duidelijk een favoriete tank, namelijk de V-8-H, die betrouwbaarder was en een betere aandrijflijn had.
In februari 1938 werden zowel de Š-III en de T-III uitgerust met rupsbanden van Škoda. Ook werd van het prototype met toren de toren verwijderd, waardoor er twee onbruikbare rompen overbleven. Na deze gebeurtenissen stelde Tatra voor om de ontwikkeling te stoppen. Het leger ging akkoord en betaalde uiteindelijk nog 1,6 miljoen CZK voor de twee prototypes. Nu ze eigendom waren van het leger werden ze getransporteerd naar een militaire school in november 1938. Vanwege het hoge brandstofverbruik werd er in dezelfde maand besloten om één voertuig te blijven gebruiken en de andere te gebruiken als schietdoel, of direct te slopen. In maart 1939 werden veel voertuigen in beslag genomen door het Duitse leger, waaronder in ieder geval nummer 16.640. De sloopdatum is niet bekend, maar beide voertuigen zijn in ieder geval voor of aan het begin van de Tweede Wereldoorlog gesloopt.

## Trivia
Niet te verwarren met de Tatra T3, een tram gebouwd door Tatra uit 1961.